# 片恋いの月
『片恋いの月』（かたこいのつき）は、2007年5月25日にすたじお緑茶より発売された18禁恋愛アドベンチャーゲームである。2008年10月31日には後日談となる続編の『片恋いの月えくすとら』が発売され、同年11月16日にはオリジナルサウンドトラックが発売された。

## ストーリー

### 片恋いの月
（出典：）
200年の伝統を受け継ぐ古都・十六夜市（いざよいし）。市内の十六夜学園に通う常盤晴彦は民俗風俗研究部（通称民研部）に所属しており、文化祭に向けて活動中である。年に一度の文化祭に向けて、民研部は市内の伝説について詳しく調べていた。
しかし調査が進むに連れ、十六夜市には時の流れに関する伝承が多いことに気が付く。過去の自分が目の前に現れたり、自分以外の時間が止まって見えたり。そしてそれらの現象は、現代に近づくほど多く報告されていた。
様々な伝承をまとめていくうちに、晴彦たちは1つの仮説に辿り着く。それは、「十六夜市には時の運行を司る者が存在する」という大胆な仮説だった。この考えに至って間もなく、晴彦たちは時の暴走に巻き込まれ、身をもって真実を知ることとなる。

### 片恋いの月えくすとら
（出典：）
時の事件が解決し、民研部のメンバーは新たな強敵、「期末試験」に備えていた。そんな中、晴彦と恭司は道端に落ちていた奇妙な歯車を見つける。それは時事件の力の残骸であった。部員と相談した晴彦は時の歯車を回収することになる。

## 登場人物

### メインキャラクター
常盤 晴彦 （ときわ はるひこ）
本作の主人公。十六夜学園2年生で民俗風俗研究部の副部長を務めている。
えくすとらでは部長に昇格する。
初瀬 香津美 （はつせ かつみ）
声 - 月城真菜
9月9日生まれ。乙女座。A型。
身長：158cm
スリーサイズ：83/58/84
晴彦の幼馴染。民研部に所属している。父親の転勤により、しばらく町を離れていたが、最近になって十六夜学園に転校してきた。品行方正・成績優秀という才女であり、転校早々クラスの人気者となる。晴彦に一途な思いを寄せている。
八島 杏子 （やしま きょうこ）
声 - 鷹島晶子
8月12日生まれ。獅子座。B型。
身長161cm
スリーサイズ：80/56/85
クラス委員兼生徒会委員。民研部に所属している。普段は猫被りでお嬢様口調だが、本性は毒舌かつ腹黒。妹である杏奈を溺愛している。当初は晴彦に好意を抱いていたため、転校してきた香津美を敵視する。しかし、次第に2人の間に友情が芽生える。
榊 渚 （さかき なぎさ）
声 - 三咲里奈
12月18日生まれ。射手座。O型。
身長168cm
スリーサイズ：86/60/84
十六夜神社で巫女をしている晴彦の中学時代の同級生。民研部に所属している。長刀と合気道の達人である。高身長、大きなバストサイズが特徴である。
三笠 月理 （みかさ あかり）
声 - つばき
2月5日。水瓶座。A型。
身長146cm
スリーサイズ：74/54/72
民俗風俗研究部創設者兼部長。十六夜学園の3年生である。文系・理系を問わず貪欲に知識を吸収し、工作する技術もあるマルチプラットホームな天才肌。喜怒哀楽が乏しいが、部員のように付き合いが長くなると何となく感情が読めるらしい。幼い頃に家族を亡くして、現在は市内のアパートに一人暮らしをしている。
えくすとらでは晴彦に部長の座を譲り（白衣はサイズの問題があり断念）、晴彦の提案で初代会長となる。
八島 杏奈 （やしま あんな）
声 - 木村あやか
10月30日生まれ。蠍座。AB型。
身長152cm
スリーサイズ：78/56/80
晴彦の後輩で、杏子の異母妹。民研部に所属している。母親は北欧人である。冒険で活発な性格をしている。民研のマスコット的存在。
えくすとらでは副部長になる。

### サブキャラクター
八雲 出流 （やくも いずる）
声 - 一色ヒカル
B型 身長156cm
部員の後輩で1年生。その容姿から女の子のような目で見られるが、本人は熱血漢である。晴彦を人生の師匠として慕っている。かわいらしい外見のせいで、ある女性に付きまとわれている。
高砂 恭治 （たかさご きょうじ）
声 - 芦久比剥巳
B型 身長177cm
民研部員。晴彦の幼稚園時代からの悪友。場をわきまえずエロい発言をするが、意外と情に厚くフォロー上手である。
佐藤 鈴季 （さとう すずき）
声 - みる
A型 身長158cm
民研部員。洋品店の看板娘で渚の親友。恭治の幼なじみであり、彼の下ネタ発言に毎回ツッコミを入れる。しかし、1人の少女として恭治に淡い恋心を抱いている。
高千穂 よね （たかちほ よね）
声 - 青山ゆかり
4月8日生まれ。牡羊座。A型。
身長164cm
十六夜学園に通うお嬢様。常に浅間、吉野を引き連れている。何かとつけて高圧的で、他人には「姫」と呼ばせている。しかし何故か本名である「よね」の名で呼ばれると、怒り狂う。また、出流にベタぼれであり、執拗に迫ってくる。
上記のように我がままかつ迷惑な性格だが、浅間の件のように他者を思いやる素質を持っている。
浅間（あさま）
声 - まきいづみ
6月11日生まれ。双子座。A型。
身長160cm
デコ眼鏡貧乳な、よねの取り巻き。幼い頃に家系を支える為に必死でバイトをし、過労で行き倒れた所をよねに救われた。以来自らよねに奉仕するなど、深い主従関係で結ばれている。
吉野（よしの）
声 - みる
9月8日生まれ。乙女座。O型。
身長159cm
無表情系おさげなよねの取り巻き。ただし浅間のように明確な忠誠ではなく、自分に正直で難なく不満を言う。本人によると楽しいからよねに付いているだけ。しかし、よねの弁当を作るなど、彼女の事をしっかりと考えている。

## 用語
（出典：）
十六夜市（いざよいし）
200年の歴史を持つ古い町。三方を山に囲まれ、一方は海に面している。景観を守るために条例によって建築物を保存している。歴史にこだわるお年寄りが多く、新しい住民には排他的な面がある。市内には十六夜鉄道（モデルは筑波鉄道）や高速鉄道（首都圏新都市鉄道つくばエクスプレス）といった交通機関があり、交通の便がよい。モデルは茨城県旧真壁町（現桜川市）で、つくばりんりんロードや筑波山神社などが登場している。
民俗風俗研究部（みんぞくふうぞくけんきゅうぶ）
通称民研部。晴彦が副部長を務める部活。地域の歴史や伝承を調べることを目的としている。
過去見（うしろみ）
その場所の過去の風景、或いは自分の幼い姿がその場所に映し出される現象。
時惑い（ときまどい）
突然時間が静止したり、逆転する現象。
月之輪姫（つきのわひめ）
十六夜市の伝承に登場する月の女神。
時之輪姫（ときのわひめ）
月之輪姫の妹。姉と比べ詳しい資料が残されていない為、詳細不明。
十六夜山（いざよいやま）
十六夜市の象徴である双子山。高い方が姉山、低い方が妹山。上記の2人の女神に因んだ伝説がある。

## 主題歌

### 片恋いの月（主題歌）
（出典：）
オープニング「refrain moon」
作詞・作曲・編曲：内藤侑史＆山田屋カズ / 歌：UR@N
挿入歌「split tears」
作詞：Shinichiro Yamashita,Satoshi Yaginuma / 作曲・編曲：Satoshi Yaginuma / 歌：fripSide
エンディング「tomorrow」
作詞：Shinichiro Yamashita / 作曲：Satoshi Yaginuma / 編曲：Kenji Arai / 歌：fripSide
エンディング「never no astray」
作詞：Satoshi Yaginuma, Shinichiro Yamashita / 作曲・編曲：Satoshi Yaginuma, Kenji Arai / 歌：fripSide

### 片恋いの月えくすとら（主題歌）
（出典：）
オープニング：Moon Story
作詞：中山マミ / 作曲・編曲：内藤侑史＆山田屋カズ (Angel Note) / 歌：UR@N
挿入歌「Moon Garden 〜恋物語〜」
作詞：Riryka / 作曲・編曲：内藤侑史＆山田屋カズ (Angel Note) / 歌：Riryka
エンディングテーマ「every day⇔every way!」
作詞：Shinichiro Yamashita, Satoshi Yaginuma / 作曲・編曲：Shigetoshi Yamada / 歌：nao (fripSide NAO project!)